# 达尔布特河

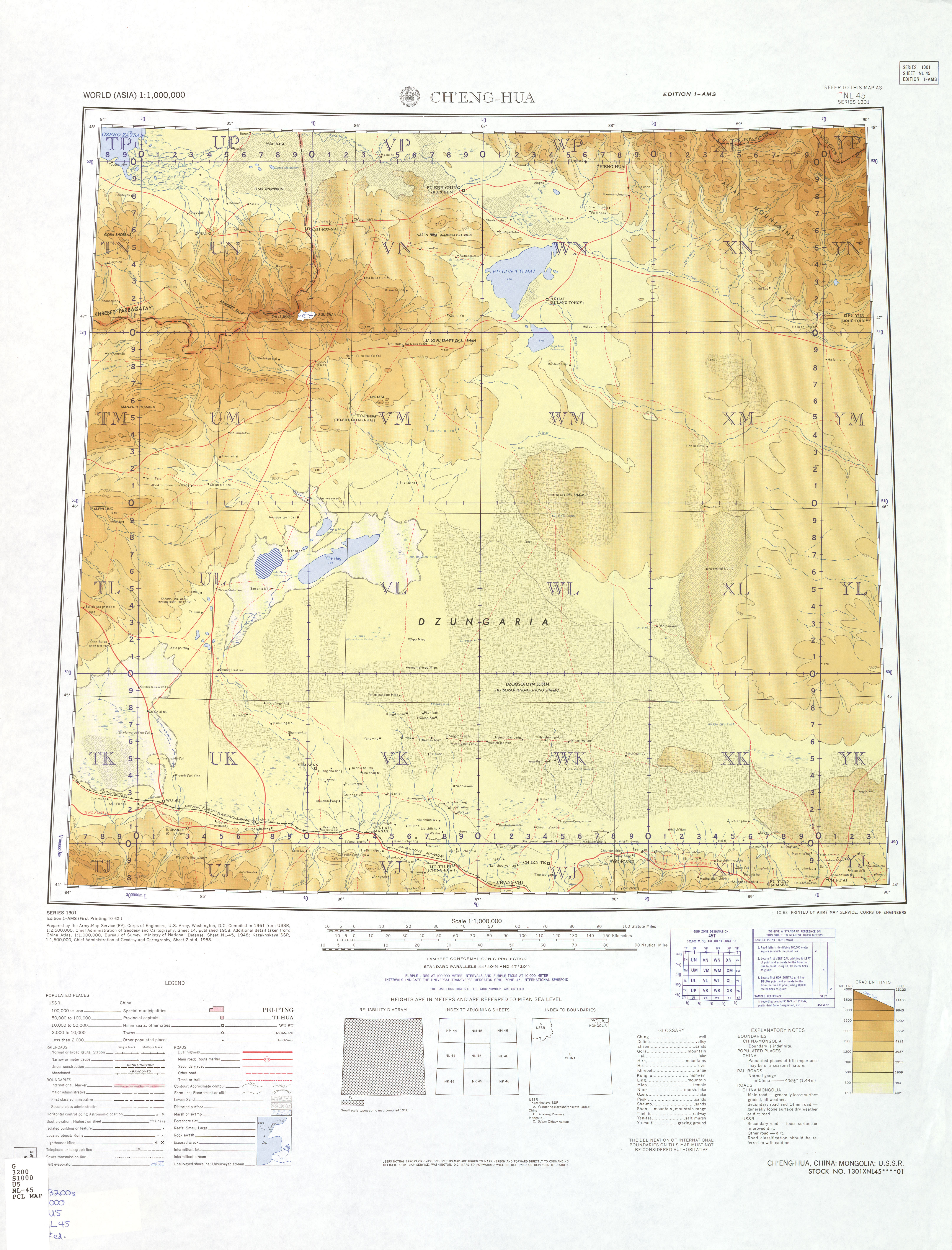
新疆西北部地区地形图，达尔布特河（Ta erh pu t'e）位于图中左侧

达尔布特河，流经中华人民共和国新疆维吾尔自治区西北部地区的一条河流，发源于塔城地区托里县中北部加依尔山东南麓，源流由5条支流汇集而成，自汇合口蜿蜒向东流约11千米为乌雪特乡达尔布特村，继续向东32千米后转东北流，48千米后出山口转向东流入克拉玛依市乌尔禾区，约10千米后穿越白（杨河）克（拉玛依）干渠，之后河流分为两支汊流：右支为人为改道后的主河道，转向南流，经18千米至百口泉，仅洪水期少量余水可注入下游季节性无名小湖；左支为老河道，仅在洪水期有部分水量向东南与木胡尔塔依河下游汇合后流入艾里克湖。河流全长157千米，流域面积727平方千米，年均径流量0.17亿立方米。